# Tionette Stoddard
Tionette Stoddard (* 22. September 1974 in Emerald Residence) ist eine neuseeländische Skeletonpilotin und Gewichtheberin.
Tionette Stoddard ist seit 2000 Gewichtheberin und startet in dieser Sportart für den Verein Cougars. Seit 2004 betreibt sie vor allem Skeletonsport. Die Dunedinerin wird von Dirk Matschenz und Angus Ross trainiert. Ihren ersten internationalen Einsatz hatte sie im November 2004 bei einem Rennen im Rahmen des Skeleton-Europacups in Igls (22.). Nach weiteren Rennen im Europa- und America’s Cup startete sie im Januar 2005 in Turin erstmals im Skeleton-Weltcup (28.). In Park City konnte sie im Dezember 2006 ein America’s-Cup-Rennen gewinnen. Ein Jahr später erreichte sie in Lake Placid als 18. erstmals den zweiten Durchgang im Weltcup. Es dauerte bis Januar 2009, dass Stoddard erstmals als Achtplatzierte in St. Moritz ein einstelliges Weltcup-Resultat erreichte. Im April gewann die Neuseeländerin in Lake Placid erstmals ein America’s-Cup-Rennen. Durch einen achten Rang beim Weltcup 2010 in Igls qualifizierte sie sich für die Olympischen Winterspiele 2010.